# Schreiber & Leser
Schreiber & Leser (Abkürzung: S&L) ist ein deutscher Comicverlag mit Sitz in Hamburg, der 1981 von Rossi Schreiber in München gegründet wurde.
Der Verlag bringt internationale Comics und Graphic Novels heraus, die sich getreu dem eigenen Motto „Feine Comics für Erwachsene“ gezielt an eine erwachsene Leserschaft richten. Im Hauptprogramm erscheinen unter anderem die Hauptwerke des frankobelgischen Comic-Duos François Schuiten und Benoît Peeters, der US-Indie-Comic-Ikone Terry Moore oder des deutsch-französischen Comic-Künstlers Andreas. Auch Comic-Klassiker wie Corto Maltese von Hugo Pratt sowie die Fortsetzungen von Rubén Pellejero und Juan Díaz Canales, Canardo von Benoît Sokal oder Serpieris Druuna-Reihe finden Platz im Hauptprogramm, das sich thematisch weniger in den gängigen Comic-Genres wie Superheldengeschichten, Fantasy oder Science-Fiction bewegt, sondern sich viel mehr historischen Abenteuern und sozialen Dramen zuwendet.
Zu früheren Titeln, die bei Schreiber und Leser erschienen, zählen Werke wie Sin City von Frank Miller, Hellblazer oder auch die Comics von Milo Manara.

## Labels

### Nachtprogramm
Einzelwerke, die sich oft mit gesellschaftskritischen Inhalten auseinandersetzen, so wie etwa Affendämmerung von Jean Krassinsky mit Führerkult und Religionswahn, Stupor Mundi von Néjib mit Medienskepsis und Wissenschaftsgeschichte oder der Titel Insel der Männer von Sara Colaone (Zeichnung) und Luca de Santis (Szenario), der erstmals die Verbrechen an Homosexuellen in Italien während des Zweiten Weltkriegs aufarbeitete.

### s&l noir
Düstere Thriller, klassische Noir-Geschichten und Gaunerkomödien. Hierzu gehören die Krimi-Comics von Philippe Berthet, die Paris-Krimi-Reihe Nestor Burma nach den Romanen Léo Malet sowie Comic-Adaptionen wie Die schwarze Dahlie nach dem Krimi-Bestseller von James Ellroy oder Blutprinzessin und Fatale nach Manchette-Krimis.

### Shodoku
2006 etablierte man für Mangas das Label Shodoku, in dem unter anderem Kiriko Nananans Blue, Usamaru Furuyas Der Selbstmordclub oder Osamu Tezukas Barbara erschienen. Einen besonderen Status genießt in diesem Label jedoch der Anfang 2017 verstorbene Künstler Jiro Taniguchis. Mit nahezu 20 Bänden kam hier ein wesentlicher Teil seines Frühwerks, das sich im Bereich der Genreliteratur wie Krimi oder Science-Fiction bewegte, zur deutschsprachigen Erstveröffentlichung.

### Alles Gute!
Alben-Comics franko-belgischer Künstler, die vor allem unterhaltenden Charakter besitzen und spannende Abenteuer bieten. Hierzu gehören Titel wie Ghost Money, Miss October, Wonderball von u. a. Colin Wilson, oder die französische Topseller-Serie Largo Winch von Jean Van Hamme und Philippe Francq, Djinn der spanischen Zeichnerin Ana Miralles oder Caroline Baldwin von André Taymans.

## Frühere Labels

### Edition Erotik
(1992–2003?)
Erotische Comics, wie Ogenki Clinic, Venus im Pelz, Werke von Milo Manara.

## Auszeichnungen
2017 und 2018 erhielt die Veröffentlichung "Maggy Garrisson" von Lewis Trondheim und Stéphane Oiry den Rudolph-Dirks-Award in der Kategorie "Krimi / Thriller".
Außerdem wurde Jiro Taniguchi in den Jahren 2016 bis 2018, d. h. seit der Premiere Rudolph-Dirks-Awards, als bester Zeichner oder Szenarist in der Kategorie "Asien" ausgezeichnet.
2021 erhielt der Verlag den Deutschen Verlagspreis.